# 배광호
배광호(裵光鎬, 1973년 11월 14일 ~ )은 대한민국의 제9대 대구광역시 수성구의원이다.

## 학력
- 대구한의대학교 물류통상전공 2학년 재학중

## 경력
- 고인돌문화축제 부위원장
- 대구수성소방서 고산지역 의용소방대원
- 고산3동 자율방범대장
- 대구광역시 수성구 자율방범연합회 부회장
- 대구자치경찰위원회 자원봉사그룹 회장
- 시지중학교 운영위원
- 5군지사 이전추진위원회 부위원장
- 대구지방자치학회 산학협력운영이사
- 수성구 체육회 이사
- 수성경찰서 시민경찰 10기 회장
- 고산3동 주민자치위원장
- 국민의힘 대구시당 수성구 갑 당협 고산3동 회장
- 2022.07 ~ 2022.09 제9대 대구광역시 수성구의회 의원
- 2022.07 ~ 2022.09 제9대 대구광역시 수성구의회 전반기 행정자치위원회 위원
- 2022.07 ~ 2022.09 제9대 대구광역시 수성구의회 전반기 운영위원회 부위원장
- 2022.07 ~ 2022.09 제9대 대구광역시 수성구의회 대구광역시 수성구 수성못 소유권 반환 특별위원회 위원

## 의원직 상실
- 2023년 11월 10일 경북으로 주소 옮긴 대구 수성구의원, 의원직 상실 위기

## 역대 선거 결과
|  | 45.11% |

|  | 25.40% |